# Orodes I de Elimaida
Orodes I foi o governante de Elimaida no fim do século I. Ao contrário dos governantes anteriores do reino, pertencia a um ramo cadete da arsácida. Seu reinado iniciou da segunda linha de governantes locais que substituiu a linha original de camnasquírida. Enquanto os governantes camnasquíridas usavam apenas legendas gregas em suas moedas, os governantes arsácidas de Elimaida usavam grego e aramaico. Orodes I foi sucedido por seu filho Orodes II, conhecido como Camnascires-Orodes.

## Nome
Orodes (Ὀρώδης, Orōdēs) é a forma grega do iraniano médio Verode / Urude (em parta: 𐭅𐭓𐭅𐭃, Wērōd/Urūd). Sua etimologia é disputada, mas foi proposto que tenha se originado no iraniano antigo *Hurauda, "de forma acentuada". Foi registrado em persa médio como Viroi (Wīrōy), em parta como Virode (Wīrōδ), em persa novo como Viru (ویرو) e em armênio como Vorote (Վորոթ, Vorot’).